# Jill Levenberg
Jill Levenberg es una actriz sudafricana que se desempeña en cine, televisión y teatro. Desde muy pequeña le atrajo el canto y la actuación. Estudió en la Universidad de ciudad del Cabo donde se licenció en Literatura inglesa y en Teatro y Actuación.

## Filmografía
- Ellen: Die storie van Ellen Pakkies …Ellen Pakkies dir. Daryne Joshua
- Abraham (2015) …Beulah dir. Jans Rautenbach
- Genadekans  …	Lead, Anzel Beukes	dir. Rafiek Mammon
- Masamoesa  …	Shariefa	dir. Jan Engelen
- Uitvlucht (2015) …San dir. Reghardt Van Den Berg
- While You Weren't Looking (2015)…Yasmin dir. Catherine Stewart
- A Whistle Blows/Fluit-Fluit (2015, película para televisión) …Gwen Isaacs
- Bekkies Gevind  …	Amalia	dir. Stafford Robinson
- As Ek Huistoe Kom  …	Truida	dir. Travis Taute
- Leemte  …	Samiah	dir. Louw Venter
- Busted  …	Recepcionista	dir.Rory Acton Burnell
- A Cut Above  …	Ally	dir. Chris Weare
- Tamarind  …Nisreen 	dir.Rashieda Koff
- Pictures  …	Mel	dir.Marc Lietsche
- Apron Strings  …	Jennifer	dir.Rashieda Koff

## Televisión
- Noem my Skollie …	Celia	dir. Darryn Joshua
- Dwaalster (serie) …	Mev. September	dir. Jaco Bouwer
- Suidooster (serie, 2015) ….Mymoena
- Stockvel (serie) …	Sooraya Solomon
- Final Veredict (serie) …	Abogada Natashe Campbell	dir. Mandilakhe Yengo
- Rugby Motors (serie) …	Marcy	dir.Tim Greene
- A Place Called Home (serie) …	tía Mary	dir. Arya Lalloo

## Teatro
Intérprete
- Orpheus in Africa …	Lucy Moten	dir. David Kramer
- Blood Brothers …	Sra.. Lyons	dir. David Kramer
- Nancy …	Terry 	dir. Abduraghmaan Adams
- Dig …	Ella que sabe 	dir. Roxanne Blaise
- Poetry for Dragons	dir. Frankie Nassiimbeni
- Engen Roadshow … Sally	dir. Megan Furniss
- Other Peoples Lives …	Claire	dir. Alex Halligey
- Enter the Maids …		dir. Asanda Phewa
- We Dream Therefore We Are …Asla	dir. Sara Matchett
- Virgin Boy …	Maria	dir. Peter Krummeck
- Nobodys Child …	Lydia Williams	dir. Peter Voges
- All Sorts Charity Benefit Ball …	dir.Sara Matchett
- Breathing Space …Dotty Van Niekerk	dir.Sara Matchett
- Omnest Bo …Naeema	dir.Mark Fleishman
- Medea …	Medea	dir.Brett Bailey y Lara Bye
- Hamlet  …	Ofelia 	dir.Geoffrey Hyland
- Mephisto …	Erika Bruckner	dir.Chris Weare
- Die Geel Komplot …	Tara Tandmuis	dir.Sandra Temmingh
- The Third Coming … esposa americana 	dir.Nicholas Ellenbogen
- Met Woorde Soos Met Kerse … lectura de poesía	dir.Sandra Temmingh
- A Poor Mans Daughter …	Gloria Daniels	dir.Basil Apollis
- Fourplay …	Salty	dir.Myer Taub
- Hottentot Venus & The Wonder of Things Unknown …	Sara Baartman	dir. Myer Taub
- Leons en Lena …	Rosetta	dir. Sandra Temmingh
- Harambe …varios papeles dir.Sabata Sesiu
- The Great Gatsbydir. Peter Joucla

## Premios y nominaciones
Premios de la Academia del Cine Africano 2019
- Nominada al Premio a la Mejor Protagonista Femeninna.[3]

.
Premio Fleur Du Cap
- Ganadora del Premio a la Mejor Actriz de Reparto en un musical en 2016 , por su actuación como Lucy en Orpheus in Africa dirigida por David Kramers.
- Nominada al Premio a la Actriz más promisoria en 2003 y 2004.